# Хераклеја код Латма
Хераклеја код Латма (грч. Ἡράκλεια ἡ πρὸς Λάτμῳ) био је древни грчки град у малоазијској покрајини Карији, који је, према предању, основао Ендимион, а налазио се на обронку планине Латмо, 25 km источно од Милета. И сам град се понекад назива Латмо.
Значајни остаци који се данас виде вероватно потичу од града који је настао касније, вероватно не пре времена Александра Великог, и налазе се западно од локалитета класичног Латма, код језера Бафе , које је вероватно некада било део Латмичког залива (Sinus Latmicus) и настало је наносима реке Меандра, вероватно у римско доба; пресељење је можда иницирао Маузол. У близини града показивала се једна пећина у којој се наводно налазио Ендимионов гроб .